# 米姆利斯維爾-拉米斯維爾

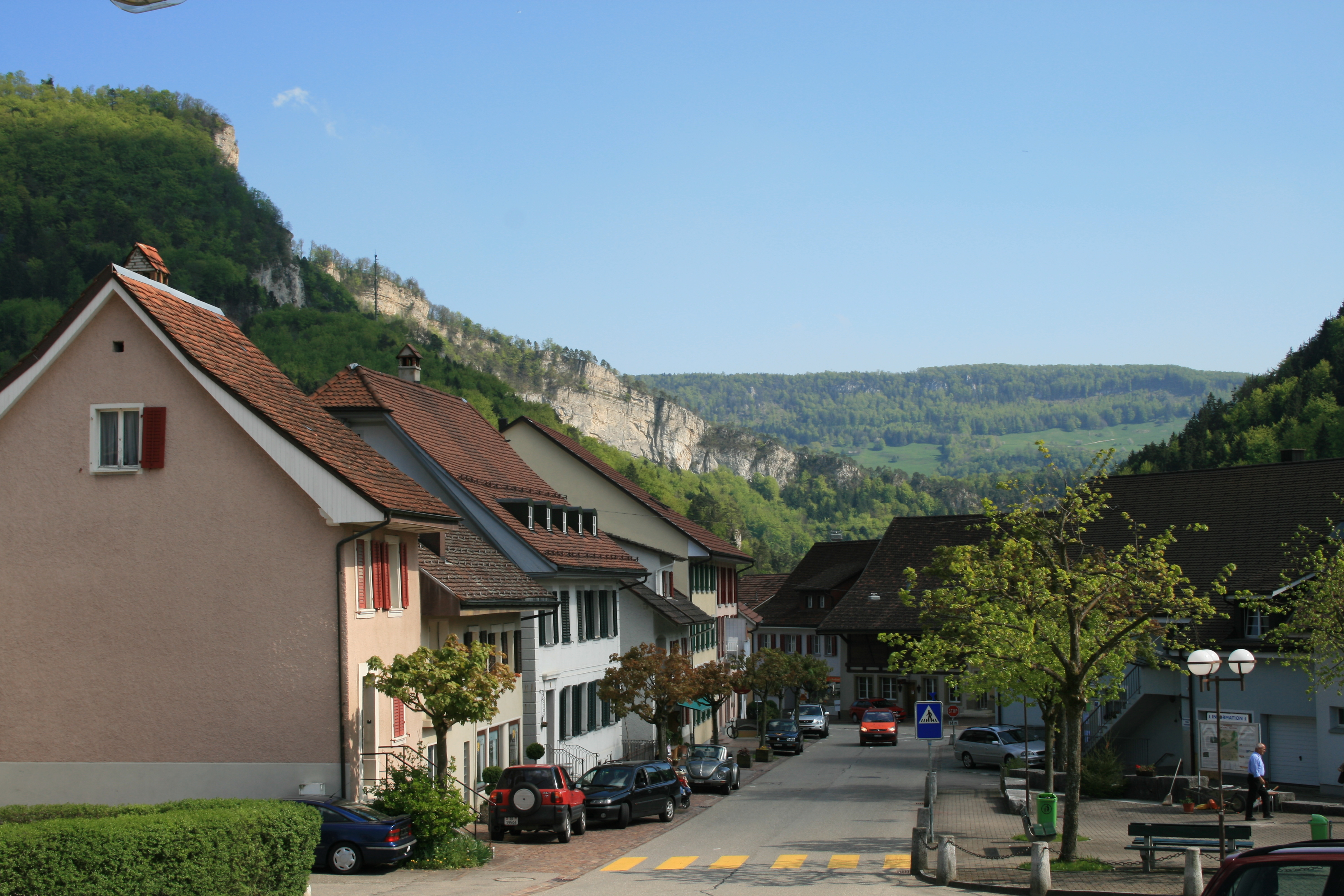

米姆利斯維爾-拉米斯維爾是瑞士的城鎮，位於該國北部，由索洛圖恩州負責管轄，面積35.53平方公里，海拔高度556米，2012年人口2,519，八成人口信奉羅馬天主教，人口密度每平方公里71人。

## 外部連結
- Official website （页面存档备份，存于） （德文）